# Qalat
Qalat è una città di 13.000 abitanti del sud dell'Afghanistan, capoluogo della provincia di Zabol.